# (3061) Cook
(3061) Cook ist ein Asteroid des Hauptgürtels, der am 21. Oktober 1982 vom US-amerikanischen Astronomen Edward L. G. Bowell an der Anderson Mesa Station (IAU-Code 688) des Lowell-Observatoriums in Coconino County entdeckt wurde.
Der Asteroid gehört zur Themis-Familie, einer Gruppe von Asteroiden, die nach (24) Themis benannt wurde.
Der Asteroid wurde am 22. Juni 1986 nach dem britischen Seefahrer und Entdecker James Cook (1728–1779) benannt, der auf drei Fahrten in den Pazifischen Ozean zahlreiche Inseln kartographierte und bis zum südlichen Polarkreis vorstieß.